# Babenberkové

Starobylý erb Babenberků coby markrabat rakouských

Rodový erb Babenberků zděděný po Traungauerech, markrabatech štýrských, kteří jej zdědili po korutanských Eppensteinerech

Babenberkové (německy Babenberger) byl německo-rakouský šlechtický rod původem z Frank (Bamberg), v letech 976 až 1246 první rakouská panovnická dynastie.

## Historie
Roku 976 udělil Ota II. hraběti Leopoldovi I. (976–994) v léno východní bavorskou marku a v roce 996 je poprvé doložen název Ostarrîchi (čili Východní říše, Východní marka, přeneseně Rakousko ve smyslu územním zemském).
Počátkem druhé poloviny 11. století začala babenberská markrabata vyvíjet vlastní politiku, která měla za cíl oslabit moc německých císařů na území, které spravovali Babenberkové. To vedlo k tomu, že Leopold II. Babenberský v boji o investituru podporoval papeže, což bylo v rozporu se zájmy tehdejšího německého císaře Jindřicha IV., který problematickou Východní marku daroval svému spojenci, českému knížeti Vratislavu II. Vratislav II. se snažil toto území vojensky ovládnout ale i přes počáteční úspěchy (vítězství v bitvě u Mailbergu 1082) se mu to nepodařilo. 
Pro vznik Rakouska byla klíčová vláda Leopolda III. (markrabě rakouský od 1096 do 1136), který si sňatkem s dcerou Jindřicha IV., která byla zároveň vdovou po Fridrichovi Štaufském, zajistil příbuzenství s oběma německými císařskými rody. Svojí další politikou se Leopold pokoušel upevnit pozici svého markrabství. Roku 1125 se na základě příbuzenských vztahů neúspěšně pokusil kandidovat na římskoněmeckého císaře. Leopold III. byl roku 1163 vyhlášen za zemského patrona Rakouska a roku 1485 kanonizován.
Jindřich II. Jasomirgott roku 1143 obdržel do svého léna Bavorsko, toho se však byl nucen vzdát již roku 1156. Vzdání se Bavorska ve prospěch rodu Welfů (Jindřich Lev) přineslo Babenberkům tzv. privilegium minus, kterým obdrželi od císaře Fridricha I. Barbarossy dost rozsáhlá práva mj. i nástupnictví v ženské linii a povýšení markrabství rakouského na rakouské vévodství.
Roku 1192 ovládl Leopold V. Babenberský Štýrsko a poslední Babenberk Fridrich II. Bojovný chtěl povýšit Rakousko na království, ale padl roku 1246 v bitvě na Litavě, čímž vymřeli Babenberkové po meči.
Po smrti posledního mužského člena rodu Fridricha II. začaly vleklé spory vládců okolních zemí o Rakousko. Na čtvrt století (1251–1276) se v zemi prosadil pozdější český král Přemysl Otakar II.

## Seznam babenberských panovníků
- Leopold I. Babenberský (976–994)

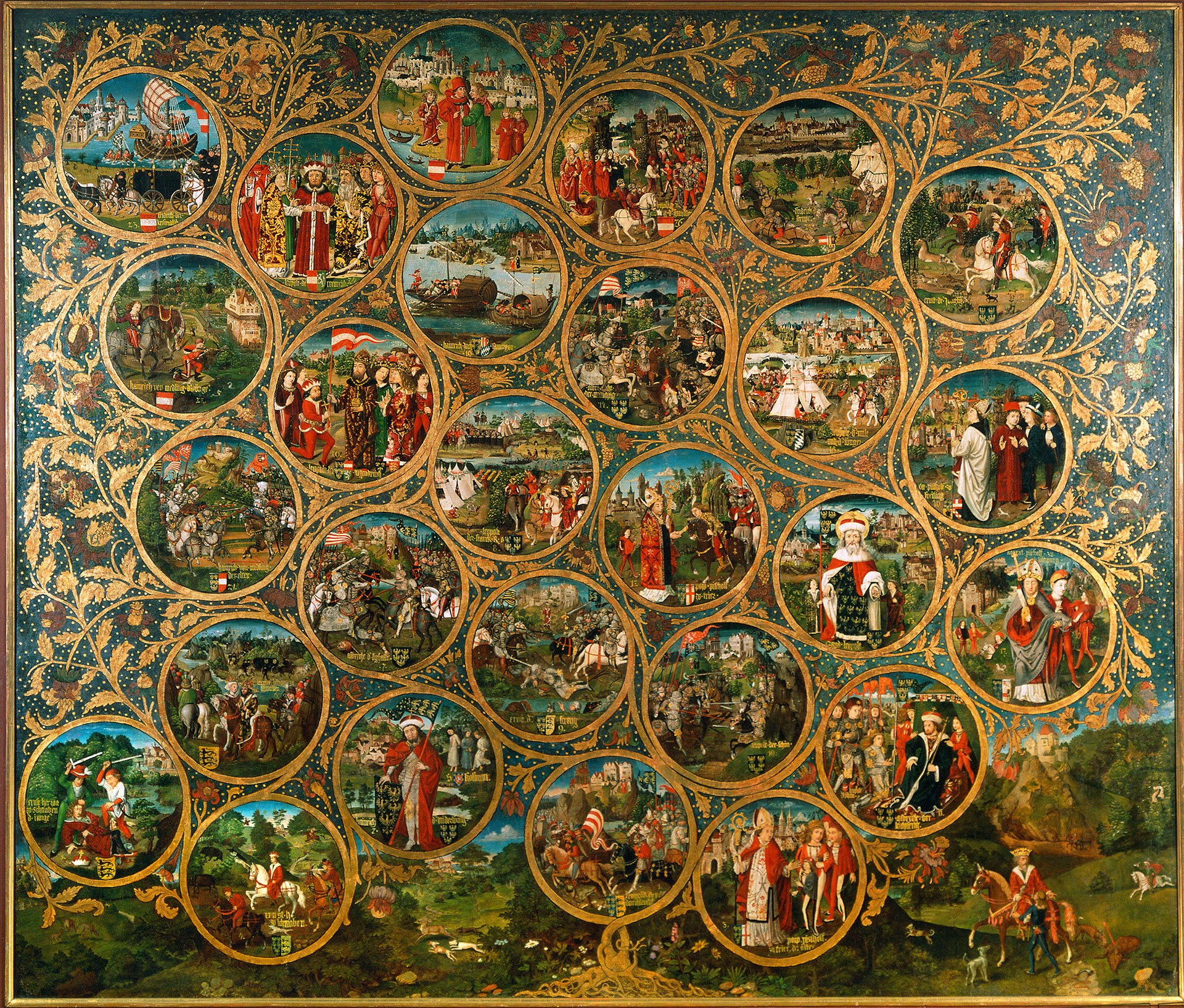
Rodokmen Babenberků v Klosterneuburgu

- Jindřich I. Babenberský († 1018) (994–1018)
- Vojtěch Babenberský (1018–1055)
- Arnošt Babenberský (1055–1075)
- Leopold II. Babenberský (1075–1095)
- Leopold III. Babenberský (1095–1136)
- Leopold IV. Babenberský (1136–1141)
- Jindřich II. Babenberský zvaný Jindřich Jasomirgott (1141–1177)
- Leopold V. Babenberský (1177–1194)
- Fridrich I. Babenberský (1194–1198)
- Leopold VI. Babenberský (1198–1230)
- Fridrich II. Bojovný (1230–1246)